# NGC 434
NGC 434 est une vaste galaxie spirale intermédiaire située dans la constellation du Toucan. NGC 434 a été découverte par l'astronome britannique John Herschel en 1834.

## Caractéristiques
Sa vitesse par rapport au fond diffus cosmologique est de 4 795 ± 28 km/s, ce qui correspond à une distance de Hubble de 70,7 ± 5,0 Mpc (∼231 millions d'al).
Wolfgang Steinicke et le professeur Seligman classent cette galaxie comme une spirale barrée, mais aucune barre n'est visible sur l'image de celle-ci. Le classement de spirale intermédiaire (SAB) par la base de données NASA/IPAC semble plus approprié.
La classe de luminosité de NGC 434 est I-II. 

## Groupe de NGC 434
NGC 434 a donné son nom à un groupe de galaxies qui compte au moins une dizaine de membres. Outre NGC 434, les principales galaxies du groupe de NGC 434 sont NGC 440, NGC 466, NGC 484 et IC 1649. La galaxie PGC 4344 située au nord-est de NGC 434 est quelquefois appelée NGC 434A,. PGC 4344 est également un membre du groupe de NGC 434.